# Gedenkorte der Schumann-Engert-Kresse-Gruppe
Hier befindet sich eine Übersicht über die verschiedenen Gedenkorte der Schumann-Engert-Kresse-Gruppe. Sie erhebt keinen Anspruch auf Vollständigkeit.
| Name             | REF | Art                 | Stadt              | Stadtteil             | Straße                     | Sonstiges |
| ---------------- | --- | ------------------- | ------------------ | --------------------- | -------------------------- | --- |
| Gerhard Ellrodt  |     | Straße              | Leipzig            | Großzschocher         | Gerhard-Ellrodt-Straße     | Nach ihm wurde in Leipzigs Stadtteil Großzschocher die Gerhard-Ellrodt-Straße benannt. |
| Gerhard Ellrodt  |     | Schule              | Leipzig            |                       |                            | Außerdem trug in Leipzig eine Polytechnische Oberschule seinen Namen |
| Otto Engert      |     | Gedenkstein         | Neuhaus am Rennweg |                       |                            | |
| Otto Engert      |     | Straße              | Neuhaus am Rennweg |                       | (Otto-) Engert-Straße      | |
| Otto Engert      |     | Kleingartensiedlung | Neuhaus am Rennweg |                       |                            | |
| Otto Engert      |     | Gedenktafel         | Altenburg          |                       |                            | |
| Otto Engert      |     | Straße              | Altenburg          |                       |                            | (bis 1991) |
| Otto Engert      |     | Ortsteil            | Nobitz             | Engertsdorf           |                            | |
| Otto Engert      |     | Straße              | Leipzig            | Mölkau                | Otto-Engert-Straße         | |
| Otto Engert      |     | Straße              | Leipzig            | Lindenau              | Engertstraße               | |
| Otto Engert      |     | Straße              | Kriebitzsch        |                       | (Otto-) Engert-Straße      | |
| Otto Engert      |     | Straße              | Meuselwitz         |                       | (Otto-) Engert-Straße      | |
| Otto Engert      |     | Straße              | Prößdorf           |                       | (Otto-) Engert-Straße      | |
| Otto Engert      |     | Straße              | Windischleuba      |                       | (Otto-) Engert-Straße      | |
| Otto Engert      |     | Straße              | Zwenkau            |                       | (Otto-) Engert-Straße      | |
| Otto Engert      |     | Stolperstein        | Leipzig            |                       | Karl-Ferlemann-Straße 16   | |
| Alfred Frank     |     | Gedenktafel         | Leipzig            |                       | Alfred-Frank-Straße        | |
| Alfred Frank     |     | Gedenktafel         | Lübschütz          |                       |                            | Lübschützer Teiche / illegaler Treffpunkt |
| Alfred Frank     |     | Platz               | Leipzig            | Reudnitz              | Alfred-Frank-Platz         | |
| Alfred Frank     |     | Straße              | Leipzig            | Schleußig             | Alfred-Frank-Straße        | |
| Alfred Frank     |     | Kulturhaus          | Leipzig            | Kleinzschocher        |                            | während der DDR |
| Alfred Frank     |     | Schule              | Hohburg            |                       |                            | Alfred-Frank-Oberschule während der DDR |
| Alfred Frank     |     | Schule              | Leipzig            | Gohlis                |                            | Polytechnische Oberschule in Leipzig-Gohlis während der DDR |
| Alfred Frank     |     | Schule              | Leipzig            |                       |                            | Alfred-Frank-Schule während der DDR |
| Alfred Frank     |     | Schule              | Rackwitz           |                       |                            | Alfred-Frank-Schule während der DDR |
| Alfred Frank     |     | Kaserne             | Möckern            |                       |                            | während der DDR |
| Arthur Hoffmann  |     | Straße              | Leipzig            |                       | Arthur-Hoffmann-Straße     | Arthur-Hoffmann-Straße (früher Bayrische Straße). |
| Arthur Hoffmann  |     | Stolperstein        | Leipzig            |                       | Arthur-Hoffmann-Straße     | In dieser Straße wurde im Juli 2012 ein Stolperstein für ihn gesetzt. |
| Arthur Hoffmann  |     | Schule              | Leipzig            |                       | Bernhard-Göring-Straße 107 | Bis 1992 trug die 3. Polytechnische Oberschule in Leipzig den Namen Arthur-Hoffmann-Oberschule. |
| Arthur Hoffmann  |     | Straße              | Zwenkau            |                       | Arthur-Hoffmann-Straße     | |
| Karl Jungbluth   |     | Straße              | Lößnig             |                       | Karl-Jungbluth-Straße      | |
| Karl Jungbluth   |     | Stolperstein        | Leipzig            |                       | Karl-Jungbluth Straße 35   | |
| Karl Jungbluth   |     | Schule              | Leipzig            |                       |                            | In Leipzig trug von 1977 bis 1992 eine Polytechnische Oberschule (heutige Luise-Otto-Peters-Schule) seinen Namen. |
| Alfred Kästner   |     | Straße              |                    | Leipziger Südvorstadt | Alfred-Kästner-Straße      | |
| Alfred Kästner   |     | Stolperstein        | Leipzig            | Leipziger Südvorstadt | Alfred-Kästner-Straße      | |
| Alfred Kästner   |     | Schule              |                    | Lindenthal            |                            | Grundschule |
| Kurt Kresse      |     | Straße              | Leipzig            | Kleinzschocher        | Kurt-Kresse-Straße         | Am 1. August 1945 wurde sie in Kurt-Kresse-Straße umbenannt |
| Kurt Kresse      |     | Ehrenhain           | Leipzig            |                       |                            | Kresses Urne wurde Ende der vierziger Jahre im Sozialistischen Ehrenhain auf dem Leipziger Südfriedhof beigesetzt. |
| Kurt Kresse      |     | Sportanlage         | Leipzig            |                       |                            | In Leipzig Kleinzschocher trägt eine Sportanlage den Namen Kurt-Kresse-Kampfbahn. |
| Kurt Kresse      |     | Kaserne             | Leipzig            |                       |                            | Zu DDR-Zeiten trug eine Kaserne in Leipzig seinen Namen. |
| Kurt Kresse      |     | Schule              | Leipzig            |                       |                            | Zu DDR-Zeiten trug eine Polytechnische Oberschule in Leipzig seinen Namen. |
| Willi Sänger     |     | Friedhof            | Berlin             | Lichtenberg           | Friedrichsfelde            | Willi Sängers Widerstand gegen den Nationalsozialismus wird in der Gedenkstätte der Sozialisten auf dem Zentralfriedhof Friedrichsfelde im Berliner Ortsteil Lichtenberg gedacht.                                                          |
| Willi Sänger     |     | Gedenkveranstaltung | Berlin             |                       | Plänterwald                | Über Jahrzehnte fand in der DDR im Plänterwald der „Willi-Sänger-Gedenklauf“ statt. |
| Willi Sänger     |     | Gedenktafel         | Berlin             |                       | Oppelner Straße 45         | An seinem ehemaligen Wohnhaus in der Oppelner Straße 45 in Berlin erinnert eine in den Gehweg eingelassene Gedenktafel an ihn. |
| Willi Sänger     |     | Militäreinheit      |                    |                       |                            | In der Nationalen Volksarmee der DDR gehörte der Name „Willi Sänger“ zu den Ehrennamen. Das Luftsturmregiment 40 der NVA war nach ihm benannt.                                                                                             |
| Willi Sänger     |     | Sportanlage         | Berlin             | Treptow-Köpenick      |                            | Im südöstlichen Berliner Bezirk Treptow trägt die Willi Sänger Sportanlage den Namen des Arbeitersportlers und Widerstandskämpfers. Hier spielen unter anderem die Fußballvereine FC Treptow und Grün Weiss Baumschulenweg.                |
| Georg Schumann   |     | Schiff              |                    |                       |                            | 1966 erhielt ein Frachtschiff der Deutschen Seereederei der DDR den Namen Georg Schumann. |
| Georg Schumann   |     | Straße              | Leipzig            |                       | Georg-Schumann-Straße      | Seit 1945 trägt eine große Straße in Leipzig, die westliche Hauptausfallstraße als Teil der Bundesstraße 6 in Richtung Schkeuditz und Halle (Saale) den Namen Georg-Schumann-Straße.                                                       |
| Georg Schumann   |     | Mahnmal             | Leipzig            |                       |                            | 1948 wurde den auf dem Leipziger Südfriedhof bestatteten Widerstandskämpfern der Engert-Schumann-Kresse Gruppe ein Mahnmal in Form der Bronzeplastik „Sterbender Kämpfer“ des Bildhauers Walter Arnold errichtet.                          |
| Georg Schumann   |     | Kaserne             | Leipzig            | Möckern               |                            | Von 1972 bis 1991 trug eine Kaserne der NVA im Leipziger Stadtteil Möckern den Ehrennamen Georg-Schumann-Kaserne. |
| Georg Schumann   |     | Denkmal             | Leipzig            | Möckern               |                            | Georg-Schumann-Kaserne: Hier erinnerte auch ein inzwischen geschleiftes (=abgerissenes) Denkmal an ihn. |
| Georg Schumann   |     | Schule              | Leipzig            |                       |                            | Eine Mittelschule in Leipzig heißt noch heute Georg-Schumann-Schule. |
| Georg Schumann   |     | Jugendherberge      | Leipzig            |                       |                            | Ebenfalls in Leipzig trug eine in der Villa Baedeker von 1953 bis 1998 betriebene Jugendherberge seinen Namen. |
| Georg Schumann   |     | Straße              | Apolda             |                       | Georg-Schumann-Straße      | Im thüringischen Apolda wurde nach 1990 die Georg-Schumann-Straße entwidmet. |
| Georg Schumann   |     | Gebäude             | Dresden            | Südvorstadt           |                            | Das ehemalige Gerichtsgebäude in der Dresdner Südvorstadt, heute Gedenkstätte Münchner Platz, trägt seit 1957 den Namen Schumann-Bau und wird von der TU Dresden (Fakultät Wirtschaftswissenschaften und Fakultät Maschinenwesen) genutzt. |
| Georg Schumann   |     | Straße              | Dresden            |                       | Georg-Schumann-Straße      | Die benachbarte Straße am Rande des TU-Campus trägt ebenfalls den Namen Georg-Schumann-Straße. |
| Georg Schumann   |     | Gedenktafel         | Berlin             | Mitte                 |                            | Seit 1992 erinnert in Berlin in der Nähe des Reichstags eine der 96 Gedenktafeln für von den Nationalsozialisten ermordete Reichstagsabgeordnete an Schumann.                                                                              |
| Georg Schwarz    |     | Stolperstein        | Leipzig            |                       | Goerg-Schwarz-Straße       | Am 21. August 2009 wurde hier ein Stolperstein durch den Künstler Gunter Demnig verlegt (siehe Liste der Stolpersteine in Leipzig). |
| Georg Schwarz    |     | Straße              | Leipzig            | Lindenau und Leutzsch | Goerg-Schwarz-Straße       | Im August 1945 wurde eine Straße in den Leipziger Stadtteilen Lindenau und Leutzsch nach Schwarz benannt. |
| Georg Schwarz    |     | Straße              | Zwenkau            |                       | Goerg-Schwarz-Straße       | In Zwenkau ist eine Straße im Neubaugebiet nach Georg Schwarz benannt. |
| Georg Schwarz    |     | Gedenktafel         | Zwenkau            |                       |                            | An seinem Geburtshaus in Zwenkau war bis Ende 1989 eine entsprechende Gedenktafel angebracht. Das Haus wurde nach 2010 abgerissen, der Verbleib der Gedenktafel ist unbekannt.                                                             |
| Georg Schwarz    |     | Sportanlage         | Leipzig            |                       |                            | Von 1949 bis 1992 trug der heutige Leipziger Alfred-Kunze-Sportpark den Namen Georg-Schwarz-Sportpark. |
| Georg Schwarz    |     | Gedenktafel         | Leipzig            |                       |                            | ehemaliger Georg-Schwarz-Sportpark: Dort erinnert heute eine Gedenktafel an Georg Schwarz. |
| Georg Schwarz    |     | Fangruppe           | Leipzig            |                       |                            | eine Fangruppierung der BSG Chemie Leipzig hat sich nach dem Widerstandskämpfer benannt. |
| Georg Schwarz    |     | Schule              | Leipzig            |                       | Schule 1                   | Während der DDR: Auch waren zwei Schulen in Leipzig nach ihm benannt. |
| Georg Schwarz    |     | Schule              | Leipzig            |                       | Schule 2                   | Während der DDR: Auch waren zwei Schulen in Leipzig nach ihm benannt. |
| Georg Schwarz    |     | Schule              | Borna              |                       |                            | während der DDR |
| Georg Schwarz    |     | Schule              | Grimma             |                       |                            | während der DDR |
| Georg Schwarz    |     | Schule              | Olbersdorf         |                       |                            | während der DDR |
| Georg Schwarz    |     | Stahlgießerei       | Olbersdorf         |                       |                            | während der DDR |
| William Zipperer |     | Straße              | Leipzig            | Lindenau und Leutzsch | William-Zipperer-Straße    | Am 1. August 1945 wurde eine Straße in den Leipziger Stadtteilen Lindenau und Leutzsch, in der William Zipperer mit seiner Familie gelebt hatte, nach ihm benannt.                                                                         |
| William Zipperer |     | Stolperstein        | Leipzig            | Lindenau und Leutzsch | William-Zipperer-Straße 13 | Am 21. März 2015 verlegte der Künstler Gunter Demnig einen Stolperstein zur Erinnerung an Zipperer in der heutigen William-Zipperer-Straße 13                                                                                              |
| William Zipperer |     | Gedenkplakette      | Leipzig            | Lindenau und Leutzsch | William-Zipperer-Straße 13 | An der Mauer vor dem Grundstück befindet sich eine Gedenkplakette für die gesamte Familie Zipperer, die dort wohnte. |